# Короткокрила пірникоза
Короткокрила пірникоза (Rollandia) — рід птахів родини пірникозових. Поширений у Південній Америці. Включає два види.

## Етимологія
Рід названий на честь Томаса П'єра Ролланда, члена екіпажу корвету Уранія, який під командуванням капітана Луї де Фрейсіне вийшов у 1817 році у навколосвітню наукову експедицію. Під час плавання човен був сильно пошкоджений негодою біля мису Горн і був змушений пришвартуватися на Фолклендських островах на ремонт. Під час цієї зупинки Ролланд підстелив птаха, на основі якого згодом описано вид Rollandia rolland.

## Види
- Пірникоза Роланда (Rollandia rolland).
- Пірникоза короткокрила (Rollandia microptera).